# Mikroregion São José dos Campos

Mikroregion São José dos Campos

Mikroregion São José dos Campos – mikroregion w brazylijskim stanie São Paulo należący do mezoregionu Vale do Paraíba Paulista. Ma 4.056,0 km² powierzchni.

## Gminy
- Caçapava
- Igaratá
- Jacareí
- Pindamonhangaba
- Santa Branca
- São José dos Campos
- Taubaté
- Tremembé